# Lista stadioanelor după capacitate
Aceasta este lista celor mai marie stadioane din lume ordonate după capacitatea lor maximă.
Note:
- Cifrele pentru capacitate indică numărul de locuri permanente, atât pe scaune cât și în picioare.
- Doar stadioanele cu o capacitate de cel puțin 40.000 de locuri sunt incluse în listă.
- Stadioanele demolate, închise sau neutilizate nu sunt incluse în această listă (pentru ele vedeți Lista stadioanelor închise după capacitate)
- Asteriscul indică faptul că echipa își dispută doar unele din meciurile sale de acasă pe acest stadion, și mai poate avea un alt stadion.
- Arenele pentru curse sportive (cum ar fi Indianapolis Motor Speedway) nu sunt incluse.

## Lista
| Stadion                                           | Capacitate | Locația                  | Țara                      | Beneficiar | Sport                                                                                            |
| ------------------------------------------------- | ---------- | ------------------------ | ------------------------- | --- | ------------------------------------------------------------------------------------------------ |
| Stadionul Rungnado May Day                        | 150.000    | Pyongyang                | Coreea de Nord            | Echipa națională de fotbal a Coreei de Nord | Fotbal, atletism, jocuri în masă, execuții publice                                               |
| Salt Lake Stadium                                 | 120.000    | Kolkata                  | India                     | Echipa națională de fotbal a Indiei*, East Bengal, Mohammedan, Mohun Bagan, United | Fotbal, atletism                                                                                 |
| Michigan Stadium                                  | 109,901    | Ann Arbor, MI            | Statele Unite             | Michigan Wolverines football | Fotbal american                                                                                  |
| Beaver Stadium                                    | 106,572    | State College, PA        | Statele Unite             | Penn State Nittany Lions football | Fotbal american                                                                                  |
| Ohio Stadium                                      | 106,102    | Columbus, OH             | Statele Unite             | Ohio State Buckeyes football | Fotbal american                                                                                  |
| Estadio Azteca                                    | 105.000    | Mexico City              | Mexic                     | Club América, Echipa națională de fotbal a Mexicului | Fotbal                                                                                           |
| Neyland Stadium                                   | 102,455    | Knoxville, TN            | Statele Unite             | Tennessee Volunteers football | Fotbal american                                                                                  |
| Bryant–Denny Stadium                              | 101,821    | Tuscaloosa, AL           | Statele Unite             | Alabama Crimson Tide football | Fotbal american                                                                                  |
| Darrell K Royal–Texas Memorial Stadium            | 100,119    | Austin, TX               | Statele Unite             | Texas Longhorns football | Fotbal american                                                                                  |
| Melbourne Cricket Ground (MCG)                    | 100,024    | Melbourne, Vic           | Australia                 | Australia national cricket team*, Australia national women's cricket team, Victorian Bushrangers, Melbourne Stars, Melbourne Cricket Club, Richmond FC, Hawthorn FC, Essendon FC, Collingwood FC, Victorian Spirit, Melbourne FC                                         | Cricket, Australian rules football, Fotbal, rugby league, rugby union                            |
| Bukit Jalil National Stadium                      | 100.000    | Kuala Lumpur             | Malaysia                  | Echipa națională de fotbal a Malaeziei | Fotbal                                                                                           |
| Camp Nou                                          | 98,787     | Barcelona                | Spania                    | FC Barcelona | Fotbal                                                                                           |
| Soccer City                                       | 94,713     | Johannesburg             | Africa de Sud             | Echipa națională de fotbal a Africii de Sud, Kaizer Chiefs FC | Fotbal, rugby union                                                                              |
| Los Angeles Memorial Coliseum                     | 93,607     | Los Angeles, CA          | Statele Unite             | USC Trojans football | Fotbal american                                                                                  |
| Sanford Stadium                                   | 92,746     | Athens, GA               | Statele Unite             | Georgia Bulldogs football | Fotbal american                                                                                  |
| Rose Bowl                                         | 92,542     | Pasadena, CA             | Statele Unite             | UCLA Bruins football | Fotbal american                                                                                  |
| Tiger Stadium                                     | 92,542     | Baton Rouge, LA          | Statele Unite             | LSU Tigers football | Fotbal american                                                                                  |
| Cotton Bowl                                       | 92,100     | Dallas, TX               | Statele Unite             | Dallas Independent School District/Texas vs. Oklahoma | Fotbal american                                                                                  |
| Memorial Stadium                                  | 92.000     | Lincoln, NE              | Statele Unite             | Nebraska Cornhuskers football | Fotbal american                                                                                  |
| Wembley Stadium                                   | 90.000     | Londra                   | Anglia                    | Echipa națională de fotbal a Angliei | Fotbal, Rugby League, Rugby Union, Fotbal american                                               |
| Ben Hill Griffin Stadium                          | 88,548     | Gainesville, FL          | Statele Unite             | Florida Gators football | Fotbal american                                                                                  |
| Gelora Bung Karno Stadium                         | 88,306     | Jakarta                  | Indonezia                 | Echipa națională de fotbal a Indoneziei | Fotbal, atletism                                                                                 |
| Jordan–Hare Stadium                               | 87,451     | Auburn, AL               | Statele Unite             | Auburn Tigers football | Fotbal american                                                                                  |
| Borg El Arab Stadium                              | 86.000     | Alexandria               | Egipt                     | Echipa națională de fotbal a Egiptului | Fotbal                                                                                           |
| Estadio Santiago Bernabéu                         | 85,454     | Madrid                   | Spania                    | Real Madrid C.F. | Fotbal                                                                                           |
| Azadi Stadium                                     | 84,412     | Tehran                   | Iran                      | Echipa națională de fotbal a Iranului, Persepolis, Esteghlal | -                                                                                                |
| ANZ Stadium                                       | 83,500     | Sydney, NSW              | Australia                 | Echipa națională de rugby a Australiei*, Canterbury-Bankstown Bulldogs, South Sydney Rabbitohs, New South Wales Blues*, Sydney Thunder, Australia national rugby league team*, Sydney Swans*, Echipa națională de fotbal a Australiei*, Australia national cricket team* | Rugby league, rugby union, cricket, Fotbal, Australian rules football                            |
| Stadio Giuseppe Meazza (San Siro)                 | 82,995     | Milan                    | Italia                    | A.C. Milan, FC Internazionale Milano | Fotbal                                                                                           |
| Kyle Field                                        | 82,589     | College Station, TX      | Statele Unite             | Texas A&M Aggies football | Fotbal american                                                                                  |
| MetLife Stadium                                   | 82,500     | East Rutherford, NJ      | Statele Unite             | New York Giants, New York Jets | Fotbal american, Fotbal                                                                          |
| Croke Park                                        | 82,300     | Dublin                   | Irlanda                   | G.A.A. | Gaelic football, hurling, camogie, Gaelic handball.                                              |
| Bobby Bowden Field at Doak Campbell Stadium       | 82,300     | Tallahassee, FL          | Statele Unite             | Florida State Seminoles football | Fotbal american                                                                                  |
| Gaylord Family Oklahoma Memorial Stadium          | 82,112     | Norman, OK               | Statele Unite             | Oklahoma Sooners football | Fotbal american                                                                                  |
| The Silverdome                                    | 82.000     | Pontiac, MI              | Statele Unite             | Detroit Lions | Fotbal american, American Ultimate Disc League                                                   |
| FedEx Field                                       | 82.000     | Landover, MD             | Statele Unite             | Washington Redskins | Fotbal american                                                                                  |
| Twickenham Stadium                                | 82.000     | Londra                   | Anglia                    | Echipa națională de rugby a Angliei | Rugby union                                                                                      |
| Memorial Stadium                                  | 81,500     | Clemson, SC              | Statele Unite             | Clemson Tigers football | Fotbal american                                                                                  |
| Stade de France                                   | 81,338     | Saint-Denis              | Franța                    | Echipa națională de fotbal a Franței, Echipa națională de rugby a Franței*, Stade Français*, Racing Métro* | Fotbal, rugby union, rugby league, atletism                                                      |
| Signal Iduna Park                                 | 81,264     | Dortmund                 | Germania                  | Borussia Dortmund | Fotbal                                                                                           |
| Notre Dame Stadium                                | 80,795     | South Bend, IN           | Statele Unite             | Notre Dame Fighting Irish football | Fotbal american                                                                                  |
| Lambeau Field                                     | 80,750     | Green Bay, WI            | Statele Unite             | Green Bay Packers | Fotbal american                                                                                  |
| Camp Randall Stadium                              | 80,321     | Madison, WI              | Statele Unite             | Wisconsin Badgers football | Fotbal american                                                                                  |
| Williams-Brice Stadium                            | 80,250     | Columbia, SC             | Statele Unite             | South Carolina Gamecocks football | Fotbal american                                                                                  |
| Stade 5 Juillet 1962                              | 80,200     | Alger                    | Algeria                   | MC Algiers | Fotbal                                                                                           |
| Estadio Monumental                                | 80,093     | Lima                     | Peru                      | Universitario de Deportes | Fotbal                                                                                           |
| Guangdong Olympic Stadium                         | 80,012     | Guangzhou                | China                     | 2001 National Games of China, 2010 Asian Games | Fotbal, atletism                                                                                 |
| Grand Stade de Casablanca                         | 80.000     | Casablanca               | Maroc                     | Raja Casablanca, Wydad Casablanca | Fotbal                                                                                           |
| AT&T Stadium                                      | 80.000     | Arlington, TX            | Statele Unite             | Dallas Cowboys | Fotbal american                                                                                  |
| Beijing National Stadium                          | 80.000     | Beijing                  | China                     | Jocurile Olimpice de vară din 2008 | Atletism, Fotbal                                                                                 |
| Stade des Martyrs                                 | 80.000     | Kinshasa                 | Republica Democrată Congo | Echipa națională de fotbal a RD Congo | Fotbal                                                                                           |
| Shanghai Stadium                                  | 80.000     | Shanghai                 | China                     | Shanghai East Asia FC | Fotbal                                                                                           |
| Atatürk Olympic Stadium                           | 79,414     | Istanbul                 | Turcia                    | İstanbul Büyükșehir Belediyespor | Fotbal, atletism                                                                                 |
| Estádio do Maracanã                               | 78, 838    | Rio de Janeiro           | Brazilia                  | Flamengo, Fluminense, Echipa națională de fotbal a Braziliei* | Fotbal                                                                                           |
| Stadionul Lujniki                                 | 78,360     | Moscova                  | Rusia                     | ȚSKA Moscova, Spartak Moscova | Fotbal, atletism                                                                                 |
| EverBank Field                                    | 76,867     | Jacksonville             | Statele Unite             | Jacksonville Jaguars | Fotbal american                                                                                  |
| Arrowhead Stadium                                 | 76,416     | Kansas City, MO          | Statele Unite             | Kansas City Chiefs, Border War (Mizzou – Kansas) | Fotbal american                                                                                  |
| Old Trafford                                      | 76,300     | Manchester               | Anglia                    | Manchester United FC | Fotbal, rugby league                                                                             |
| Sports Authority Field at Mile High               | 76,125     | Denver                   | Statele Unite             | Denver Broncos, Denver Outlaws | Fotbal american, lacrosse                                                                        |
| Jawaharlal Nehru Stadium                          | 76.000     | Kochi                    | India                     | Indian Cricket Team, Kerala cricket team, FC Kochin, Malabar United FC, Viva Kerala FC | Fotbal, cricket                                                                                  |
| Donald W. Reynolds Razorback Stadium              | 76.000     | Fayetteville             | Statele Unite             | Arkansas Razorbacks football* | Fotbal american                                                                                  |
| Spartan Stadium                                   | 75,025     | East Lansing             | Statele Unite             | Michigan State Spartans football | Fotbal american                                                                                  |
| Cairo International Stadium                       | 75.000     | Cairo                    | Egipt                     | Echipa națională de fotbal a Egiptului, El Ahly, El Zamalek | Fotbal                                                                                           |
| Aleppo International Stadium                      | 75.000     | Aleppo                   | Siria                     | Al-Ittihad | Fotbal                                                                                           |
| Naghsh-e-Jahan Stadium                            | 75.000     | Esfahān                  | Iran                      | Sepahan FC | Fotbal                                                                                           |
| Sun Life Stadium                                  | 74,916     | Miami Gardens            | Statele Unite             | Miami Dolphins, Miami Hurricanes football | Fotbal american, baseball                                                                        |
| Estadio Monumental Antonio Vespucio Liberti       | 74,624     | Buenos Aires             | Argentina                 | Echipa națională de fotbal a Argentinei, River Plate | Fotbal                                                                                           |
| Millennium Stadium                                | 74,500     | Cardiff                  | Wales                     | Echipa națională de rugby a Țării Galilor, Echipa națională de fotbal a Țării Galilor | Rugby union, Fotbal, rugby league                                                                |
| Olympiastadion                                    | 74,228     | Berlin                   | Germania                  | Hertha BSC Berlin | Fotbal, atletism                                                                                 |
| Ralph Wilson Stadium                              | 73,967     | Orchard Park             | Statele Unite             | Buffalo Bills | Fotbal american                                                                                  |
| Sun Devil Stadium                                 | 73,379     | Tempe                    | Statele Unite             | Arizona State Sun Devils football | Fotbal american                                                                                  |
| Bank of America Stadium                           | 73,298     | Charlotte                | Statele Unite             | Carolina Panthers | Fotbal american                                                                                  |
| FirstEnergy Stadium (Cleveland)                   | 73,200     | Cleveland                | Statele Unite             | Cleveland Browns | Fotbal american                                                                                  |
| Stadio Olimpico                                   | 72,698     | Roma                     | Italia                    | A.S. Roma, S.S. Lazio | Fotbal, atletism                                                                                 |
| Husky Stadium                                     | 72,500     | Seattle                  | Statele Unite             | Washington Huskies football | Fotbal american                                                                                  |
| International Stadium Yokohama                    | 72,327     | Yokohama                 | Japonia                   | Yokohama F. Marinos | Fotbal                                                                                           |
| Mercedes-Benz Superdome                           | 72,003     | New Orleans              | Statele Unite             | New Orleans Saints, Tulane Green Wave football | Fotbal american, Fotbal, baseball                                                                |
| Reliant Stadium                                   | 72.000     | Houston                  | Statele Unite             | Houston Texans | Fotbal american                                                                                  |
| Legion Field                                      | 72.000     | Birmingham               | Statele Unite             | UAB Blazers football | Fotbal american                                                                                  |
| Georgia Dome                                      | 71,250     | Atlanta                  | Statele Unite             | Atlanta Falcons, Georgia State Panthers football | Fotbal american                                                                                  |
| Allianz Arena                                     | 75,024     | München                  | Germania                  | Bayern München, 1860 München | Fotbal                                                                                           |
| [[Stadionul Olimpic din Atena\|Stadionul Olimpic] | 71,030     | Atena                    | Grecia                    | AEK Atena | Fotbal, atletism                                                                                 |
| M&T Bank Stadium                                  | 71,008     | Baltimore                | Statele Unite             | Baltimore Ravens | Fotbal american                                                                                  |
| Faurot Field                                      | 71,004     | Columbia                 | Statele Unite             | Missouri Tigers football | Fotbal american                                                                                  |
| Kinnick Stadium                                   | 70,585     | Iowa City                | Statele Unite             | Iowa Hawkeyes football | Fotbal american                                                                                  |
| Qualcomm Stadium                                  | 70,561     | San Diego                | Statele Unite             | San Diego Chargers, San Diego State Aztecs football | Fotbal american. baseball                                                                        |
| Estádio Nacional de Brasília                      | 70,064     | Brasília                 | Brazilia                  | Sociedade Esportiva do Gama* | Fotbal                                                                                           |
| Olimpiyskiy National Sports Complex               | 70,050     | Kiev                     | Ucraina                   | FC Dinamo Kiev | Fotbal                                                                                           |
| Yadegar-e Emam Stadium                            | 70.000     | Tabriz                   | Iran                      | Teraktor Sazi | Fotbal                                                                                           |
| Stadionul Olimpic                                 | 69,950     | Seul                     | Coreea de Sud             | 1986 Asian Games, Jocurile Olimpice de vară din 1988 | Atletism, Fotbal                                                                                 |
| Candlestick Park                                  | 69,732     | San Francisco            | Statele Unite             | San Francisco 49ers | Fotbal american, baseball                                                                        |
| München Olympiastadion                            | 69,250     | München                  | Germania                  | | Atletism                                                                                         |
| LP Field                                          | 69,143     | Nashville                | Statele Unite             | Tennessee Titans, Tennessee State Tigers football | Fotbal american                                                                                  |
| Shah Alam Stadium                                 | 69.000     | Shah Alam                | Malaysia                  | Selangor FA | Fotbal                                                                                           |
| Gillette Stadium                                  | 68,756     | Foxborough               | Statele Unite             | New England Patriots, New England Revolution, UMass Minutemen football | Fotbal american, Fotbal                                                                          |
| Türk Telekom Arena                                | 68,652     | Istanbul                 | Turcia                    | Galatasaray S.K. | Fotbal                                                                                           |
| Lincoln Financial Field                           | 68,532     | Philadelphia             | Statele Unite             | Philadelphia Eagles, Temple Owls football | Fotbal american                                                                                  |
| Arena Corinthians                                 | 68,034     | Sao Paulo                | Brazilia                  | Sport Club Corinthians Paulista | Fotbal                                                                                           |
| Commonwealth Stadium                              | 67,606     | Lexington                | Statele Unite             | Kentucky Wildcats football | Fotbal american                                                                                  |
| Murrayfield Stadium                               | 67,144     | Edinburgh                | Scoția                    | Echipa națională de rugby a Scoției*, |                                                                                                  |
| Morumbi Stadium                                   | 67.052     | São Paulo                | Brazilia                  | São Paulo FC | Fotbal                                                                                           |
| Puskás Aréna                                      | 67.000     | Budapesta                | Ungaria                   | Echipa națională de fotbal a Ungariei | Fotbal                                                                                           |
| CenturyLink Field                                 | 67.000     | Seattle                  | Statele Unite             | Seattle Seahawks, Seattle Sounders FC | Fotbal american, Fotbal                                                                          |
| King Fahd International Stadium                   | 67.000     | Riyadh                   | Arabia Saudită            | Al Nasr, Al-Hilal, Al Shabab | Fotbal                                                                                           |
| Edward Jones Dome                                 | 66.965     | St. Louis, MO            | Statele Unite             | St. Louis Rams | Fotbal american                                                                                  |
| Seoul World Cup Stadium                           | 66.806     | Seoul                    | Coreea de Sud             | Echipa națională de fotbal a Coreei de Sud, FC Seoul | Fotbal                                                                                           |
| Daegu Stadium                                     | 66.422     | Daegu                    | Coreea de Sud             | Daegu FC | Atletism, Fotbal                                                                                 |
| Eden Gardens                                      | 66,349     | Kolkata                  | India                     | Kolkata Knight Riders, Bengal cricket team, Indian national cricket team* | Cricket                                                                                          |
| Stade olympique                                   | 66,308     | Montreal                 | Canada                    | Jocurile Olimpice de vară din 1976, Montreal Alouettes*, Montreal Impact* | Canadian football, baseball, Fotbal                                                              |
| Lane Stadium                                      | 66,233     | Blacksburg, VA           | Statele Unite             | Virginia Tech Hokies football | Fotbal american                                                                                  |
| Raymond James Stadium                             | 65,847     | Tampa, FL                | Statele Unite             | Tampa Bay Buccaneers, South Florida Bulls football | Fotbal american                                                                                  |
| Estádio da Luz                                    | 65,647     | Lisabona                 | Portugalia                | Benfica | Fotbal                                                                                           |
| Paul Brown Stadium                                | 65,535     | Cincinnati, OH           | Statele Unite             | Cincinnati Bengals | Fotbal american                                                                                  |
| Citrus Bowl                                       | 65,438     | Orlando, FL              | Statele Unite             | Jones High School, Orlando, Orlando City Soccer Club | Fotbal american, Fotbal                                                                          |
| Heinz Field                                       | 65,050     | Pittsburgh, PA           | Statele Unite             | Pittsburgh Steelers, Pittsburgh Panthers football, WPIAL high school football championship games | Fotbal american                                                                                  |
| Centenario Stadium                                | 65,045     | Montevideo               | Uruguay                   | Echipa națională de fotbal a Uruguayului, Club Nacional de Football, Club Atlético Peñarol și alte echipe | Fotbal                                                                                           |
| M. A. Chidambaram Stadium                         | 65.000     | Chennai                  | India                     | Indian national cricket team*, Tamil Nadu cricket team, Chennai Super Kings | Cricket                                                                                          |
| Kamuzu Stadium                                    | 65.000     | Blantyre                 | Malawi                    | Echipa națională de fotbal a statului Malawi | Fotbal                                                                                           |
| Raipur International Cricket Stadium              | 65.000     | Naya Raipur              | India                     | local teams | Cricket                                                                                          |
| Alamodome                                         | 65.000     | San Antonio              | Statele Unite             | UTSA Roadrunners football | Fotbal american, baseball                                                                        |
| Ford Field                                        | 65.000     | Detroit                  | Statele Unite             | Detroit Lions | Fotbal american                                                                                  |
| Stade Olympique de Radès                          | 65.000     | Radès                    | Tunisia                   | Echipa națională de fotbal a Tunisiei | Fotbal                                                                                           |
| Rajamangala Stadium                               | 65.000     | Bangkok                  | Thailanda                 | Echipa națională de fotbal a Thailandei | Fotbal                                                                                           |
| Jaber Al-Ahmad International Stadium              | 65.000     | Kuwait City              | Kuwait                    | Echipa națională de fotbal a Kuwaitului | Fotbal                                                                                           |
| Basra Sports City                                 | 65.000     | Basra                    | Iraq                      | Echipa națională de fotbal a Irakului | Fotbal                                                                                           |
| June 11 Stadium                                   | 65.000     | Tripoli                  | Libia                     | Echipa națională de fotbal a Libiei, Al-Ahly, Al-Ittihad, Al Madina Tripoli | Fotbal                                                                                           |
| LaVell Edwards Stadium                            | 64,045     | Provo, UT                | Statele Unite             | Brigham Young University Cougars football | Fotbal american                                                                                  |
| Workers Stadium                                   | 64.000     | Beijing                  | China                     | Beijing Guoan | Fotbal                                                                                           |
| Castelão                                          | 63,903     | Fortaleza                | Brazilia                  | Ceará, Fortaleza | Fotbal                                                                                           |
| Saitama Stadium 2002                              | 63,700     | Saitama                  | Japonia                   | Urawa Red Diamonds | Fotbal                                                                                           |
| University of Phoenix Stadium                     | 63,400     | Glendale, AZ             | Statele Unite             | Arizona Cardinals | Fotbal american                                                                                  |
| California Memorial Stadium                       | 63,186     | Berkeley, CA             | Statele Unite             | California Golden Bears football | Fotbal american                                                                                  |
| Estadio Olímpico Universitario                    | 63,186     | Mexico City              | Mexic                     | Club Universidad Nacional, Pumas Dorados de la UNAM | Fotbal, Fotbal american                                                                          |
| O.co Coliseum                                     | 63,026     | Oakland, CA              | Statele Unite             | Oakland Raiders, Oakland Athletics | Fotbal american, baseball                                                                        |
| Lucas Oil Stadium                                 | 63.000     | Indianapolis             | Statele Unite             | Indianapolis Colts | Fotbal american, basketball                                                                      |
| Kenan Memorial Stadium                            | 62,980     | Chapel Hill              | Statele Unite             | North Carolina Tar Heels football | Fotbal american                                                                                  |
| Memorial Stadium                                  | 62,872     | Champaign                | Statele Unite             | Illinois Fighting Illini football | Fotbal american                                                                                  |
| Coca-Cola Park                                    | 62,567     | Johannesburg             | Africa de Sud             | Golden Lions, Lions, Orlando Pirates FC | Rugby union, Fotbal                                                                              |
| Ross–Ade Stadium                                  | 62,500     | West Lafayette           | Statele Unite             | Purdue Boilermakers football | Fotbal american                                                                                  |
| Liberty Bowl Memorial Stadium                     | 62,380     | Memphis                  | Statele Unite             | Memphis Tigers football | Fotbal american                                                                                  |
| Mineirão Stadium                                  | 62,170     | Belo Horizonte           | Brazilia                  | Cruzeiro Esporte Clube, Clube Atlético Mineiro | Fotbal                                                                                           |
| Yizhong Sports Center                             | 62.000     | Qingdao                  | China                     | Qingdao Jonoon* | Fotbal                                                                                           |
| Veltins-Arena                                     | 61,673     | Gelsenkirchen            | Germania                  | FC Schalke 04 | Fotbal                                                                                           |
| Scott Stadium                                     | 61,500     | Charlottesville          | Statele Unite             | Virginia Cavaliers football | Fotbal american                                                                                  |
| Soldier Field                                     | 61,500     | Chicago                  | Statele Unite             | Chicago Bears | Fotbal american                                                                                  |
| Yale Bowl                                         | 61,446     | New Haven                | Statele Unite             | Yale Bulldogs football | Fotbal american                                                                                  |
| Eden Park                                         | 61,136     | Auckland                 | Noua Zeelandă             | Blues | Rugby Union                                                                                      |
| Vaught–Hemingway Stadium                          | 60,580     | Oxford, MS               | Statele Unite             | Ole Miss Rebels football | Fotbal american                                                                                  |
| Grêmio Arena                                      | 60,540     | Porto Alegre             | Brazilia                  | Grêmio | Fotbal                                                                                           |
| Mississippi Veterans Memorial Stadium             | 60,492     | Jackson, MS              | Statele Unite             | Jackson State Tigers | Fotbal american                                                                                  |
| Jones AT&T Stadium                                | 60,454     | Lubbock, TX              | Statele Unite             | Texas Tech Red Raiders football | Fotbal american                                                                                  |
| Mercedes-Benz Arena                               | 60,441     | Stuttgart                | Germania                  | VfB Stuttgart | Fotbal                                                                                           |
| Celtic Park                                       | 60,355     | Glasgow                  | Scoția                    | Celtic FC | Fotbal                                                                                           |
| Emirates Stadium                                  | 60,338     | Londra                   | Anglia                    | Arsenal FC | Fotbal                                                                                           |
| Stadio San Paolo                                  | 60,240     | Napoli                   | Italia                    | Napoli | Fotbal                                                                                           |
| Boone Pickens Stadium                             | 60,218     | Stillwater, OK           | Statele Unite             | Oklahoma State Cowboys football | Fotbal american                                                                                  |
| Commonwealth Stadium                              | 60,081     | Edmonton, Alberta        | Canada                    | Edmonton Eskimos, Edmonton Huskies, Edmonton Wildcats | Canadian football, association football, rugby union, atletism                                   |
| Estádio do Arruda                                 | 60,044     | Recife                   | Brazilia                  | Santa Cruz Futebol Clube | Fotbal                                                                                           |
| Stade Vélodrome                                   | 60,031     | Marseille                | Franța                    | Olympique de Marseille, RC Toulon* | Fotbal, rugby union                                                                              |
| Jawaharlal Nehru Stadium                          | 60.000     | Delhi                    | India                     | Echipa națională de fotbal a Indiei* | Fotbal, atletism                                                                                 |
| King Abdullah Sports City                         | 60.000     | Jeddah                   | Arabia Saudită            | Echipa națională de fotbal a Arabiei Saudite* | Fotbal                                                                                           |
| Estadio Libertadores de América                   | 60.000     | Avellaneda               | Argentina                 | Club Atlético Independiente | Fotbal                                                                                           |
| Jawaharlal Nehru Stadium, Chennai                 | 60.000     | Chennai                  | India                     | Echipa națională de fotbal a Indiei*, Indian Bank Recreational Club | Fotbal                                                                                           |
| Estadio Monumental Virgen de Chapi                | 60.000     | Arequipa                 | Peru                      | FBC Melgar, Club IDUNSA | Fotbal                                                                                           |
| Mountaineer Field at Milan Puskar Stadium         | 60.000     | Morgantown, WV           | Statele Unite             | West Virginia Mountaineers football | Fotbal american                                                                                  |
| Gabon Disaster Heroes National Stadium            | 60.000     | Lusaka                   | Zambia                    | Echipa națională de fotbal a Zambiei | Fotbal                                                                                           |
| Abuja Stadium                                     | 60.000     | Abuja                    | Nigeria                   | Echipa națională de fotbal a Nigeriei | Fotbal                                                                                           |
| Gaddafi Stadium                                   | 60.000     | Lahore                   | Pakistan                  | Pakistan national cricket team*, Lahore Lions, Lahore Eagles, Pakistan International Airlines cricket team, Lahore Badshahs | Cricket                                                                                          |
| DY Patil Stadium                                  | 60.000     | Navi Mumbai              | India                     | Mumbai Indians* | Cricket                                                                                          |
| Lake Tanganyika Stadium                           | 60.000     | Kigoma                   | Tanzania                  | Reli FC* | Fotbal                                                                                           |
| Benjamin Mkapa National Stadium                   | 60.000     | Dar es Salaam            | Tanzania                  | Echipa națională de fotbal a Tanzaniei | Fotbal                                                                                           |
| Shenyang Olympic Sports Centre Stadium            | 60.000     | Shenyang                 | China                     | Fotbal la Jocurile Olimpice de vară din 2008, 2013 National Games of China | Fotbal, atletism                                                                                 |
| Stade Leopold Senghor                             | 60.000     | Dakar                    | Senegal                   | Echipa națională de fotbal a Senegalului, ASC Jeanne d'Arc | Fotbal                                                                                           |
| Moi International Sports Centre                   | 60.000     | Nairobi                  | Kenya                     | Echipa națională de fotbal a Kenyei | Fotbal                                                                                           |
| Nanjing Olympic Sports Center                     | 60.000     | Nanjing                  | China                     | Jiangsu Sainty FC, 2005 National Games of China | Fotbal, atletism                                                                                 |
| National Sports Stadium                           | 60.000     | Harare                   | Zimbabwe                  | Echipa națională de fotbal a statului Zimbabwe | Fotbal, atletism                                                                                 |
| Odi Stadium                                       | 60.000     | Mabopane                 | Africa de Sud             | Garankuwa United | Fotbal                                                                                           |
| Palaran Stadium                                   | 60.000     | Samarinda                | Indonezia                 | 2008 Pekan Olahraga Nasional | Atletism, Fotbal                                                                                 |
| Tianhe Stadium                                    | 60.000     | Guangzhou                | China                     | Guangzhou Evergrande FC | Fotbal                                                                                           |
| Tianjin Olympic Centre Stadium                    | 60.000     | Tianjin                  | China                     | Tianjin Teda FC, Fotbal la Jocurile Olimpice de vară din 2008 | Fotbal                                                                                           |
| Wuhan Sports Center Stadium                       | 60.000     | Wuhan                    | China                     | Wuhan Zall FC | Fotbal                                                                                           |
| Hohhot City Stadium                               | 60.000     | Hohhot                   | China                     | echipele de fotbal locale | Fotbal                                                                                           |
| Jinan Olympic Sports Center Stadium               | 60.000     | Jinan                    | China                     | Shandong Luneng Taishan FC, 2009 National Games of China | Fotbal, atletism                                                                                 |
| Estadio Metropolitano                             | 60.000     | Barranquilla             | Columbia                  | Atlético Junior | Fotbal                                                                                           |
| Hefei Olympic Sports Center Stadium               | 60.000     | Hefei                    | China                     | echipele de fotbal locale | Fotbal, atletism                                                                                 |
| Harbin Sports City Center Stadium                 | 60.000     | Harbin                   | China                     | echipele de fotbal locale | Fotbal, atletism                                                                                 |
| Guangxi Sports Center                             | 60.000     | Nanning                  | China                     | echipele de fotbal locale | Fotbal, atletism                                                                                 |
| Estadio Monumental Isidro Romero Carbo            | 59.283     | Guayaquil                | Ecuador                   | Barcelona Sporting Club | Fotbal                                                                                           |
| Chongqing Olympic Sports Center                   | 58.680     | Chongqing                | China                     | Chongqing FC | Fotbal                                                                                           |
| Stadio San Nicola                                 | 58.248     | Bari                     | Italia                    | A.S. Bari | Fotbal                                                                                           |
| Stadionul Național                                | 58.145     | Varșovia                 | Polonia                   | Echipa națională de fotbal a Poloniei | Fotbal, Fotbal american                                                                          |
| İzmir Atatürk Stadyumu                            | 58.008     | İzmir                    | Turcia                    | Altay S.K.*, Göztepe A.Ș.* | Fotbal                                                                                           |
| Arizona Stadium                                   | 57.803     | Tucson                   | Statele Unite             | Arizona Wildcats football | Fotbal american                                                                                  |
| Olímpico Sevilla                                  | 57.619     | Sevilla                  | Spania                    | Echipa națională de fotbal a Spaniei* | Fotbal                                                                                           |
| Carter-Finley Stadium                             | 57.583     | Raleigh                  | Statele Unite             | NC State Wolfpack football | Fotbal american                                                                                  |
| Stadionul Național                                | 57.363     | Tokyo                    | Japonia                   | Echipa națională de fotbal a Japoniei | Fotbal, atletism                                                                                 |
| Imtech Arena                                      | 57.000     | Hamburg                  | Germania                  | Hamburger SV | Fotbal                                                                                           |
| Estadio Mario Alberto Kempes                      | 57.000     | Córdoba                  | Argentina                 | | Fotbal                                                                                           |
| Jack Trice Stadium                                | 56.800     | Ames, Iowa               | Statele Unite             | Iowa State Cyclones football | Fotbal american                                                                                  |
| Estadio Jalisco                                   | 56.713     | Guadalajara              | Mexic                     | Club Atlas, Leones Negros de la Universidad de Guadalajara, Club Deportivo Oro | Fotbal                                                                                           |
| Benito Villamarín                                 | 56,500     | Sevilla                  | Spania                    | Real Betis | Fotbal                                                                                           |
| Etihad Stadium                                    | 56.347     | Melbourne, Vic           | Australia                 | Western Bulldogs, St Kilda Football Club, Carlton Football Club, Essendon Football Club, North Melbourne Football Club, Melbourne Victory, Echipa națională de rugby a Australiei*, Australia national cricket team*, Melbourne Renegades                                | Australian rules football, Fotbal, rugby union, Cricket                                          |
| Estádio Beira-Rio                                 | 56.000     | Porto Alegre             | Brazilia                  | Sport Club Internacional | Fotbal                                                                                           |
| Dodger Stadium                                    | 56.000     | Los Angeles, CA          | Statele Unite             | Los Angeles Dodgers | Baseball                                                                                         |
| Papa John's Cardinal Stadium                      | 56.000     | Louisville               | Statele Unite             | Louisville Cardinals football | Fotbal american                                                                                  |
| Adelaide Oval                                     | 56.000     | Adelaide, SA             | Australia                 | Adelaide Crows, Port Adelaide Power, South Australia cricket team | Australian rules football                                                                        |
| Estadi Olímpic Lluís Companys                     | 55,926     | Barcelona                | Spania                    | Jocurile Olimpice din 1992, Campionatul European de Atletism din 2010 | Atletism                                                                                         |
| National Arena                                    | 55,634     | București                | România                   | Echipa națională de fotbal a României, FCSB, Dinamo București | Fotbal, fotbal american, criket, rugby league, rugby union, lacrosse, baseball, hurling, camogie |
| Stadion Crvena Zvezda                             | 55,538     | Belgrad                  | Serbia                    | Steaua Roșie Belgrad | Fotbal                                                                                           |
| Estadio La Casa Blanca                            | 55,400     | Quito                    | Ecuador                   | Liga Deportiva Universitaria | Fotbal                                                                                           |
| Davis Wade Stadium                                | 55,082     | Starkville, MS           | Statele Unite             | Mississippi State Bulldogs football | Fotbal american                                                                                  |
| Rajiv Gandhi International Cricket Stadium        | 55.000     | Hyderabad                | India                     | Hyderabad cricket team, Sunrisers Hyderabad | Cricket                                                                                          |
| Cape Town Stadium                                 | 55.000     | Cape Town                | Africa de Sud             | Ajax Cape Town | Fotbal                                                                                           |
| ABSA Stadium                                      | 55.000     | Durban                   | Africa de Sud             | Sharks, Natal Sharks, Golden Arrows, AmaZulu | Rugby union, Fotbal                                                                              |
| Bobby Dodd Stadium                                | 55.000     | Atlanta                  | Statele Unite             | Georgia Tech Yellow Jackets football | Fotbal american                                                                                  |
| Estadio Latinoamericano                           | 55.000     | Havana                   | Cuba                      | Industriales, Metropolitanos | Baseball                                                                                         |
| Helong Stadium                                    | 55.000     | Changsha                 | China                     | Hunan Billows FC (Hunan Xiangtao) | Fotbal                                                                                           |
| Feroz Shah Kotla Ground                           | 55.000     | Delhi                    | India                     | Delhi cricket team, Delhi Daredevils | Cricket                                                                                          |
| M. Chinnaswamy Stadium                            | 55.000     | Bangalore                | India                     | Karnataka cricket team, Royal Challengers Bangalore | Cricket                                                                                          |
| Sardar Patel Stadium                              | 55.000     | Ahmedabad                | India                     | Gujarat cricket team | Cricket                                                                                          |
| Semple Stadium                                    | 55.000     | Thurles                  | Irlanda                   | Tipperary GAA | Hurling, Gaelic football                                                                         |
| Gelora Bung Tomo Stadium                          | 55.000     | Surabaya                 | Indonezia                 | Persebaya Surabaya | Fotbal                                                                                           |
| World Games Stadium                               | 55.000     | Kaohsiung                | Taiwan                    | | Fotbal                                                                                           |
| MCA Pune International Cricket Centre             | 55.000     | Pune                     | India                     | Maharashtra Cricket Association | Cricket                                                                                          |
| Plovdiv Stadium                                   | 55.000     | Plovdiv                  | Bulgaria                  | junior football teams | Fotbal, atletism                                                                                 |
| Boris Paichadze Stadium                           | 54,549     | Tbilisi                  | Georgia                   | FC Dinamo Tbilisi, Echipa națională de fotbal a Georgiei, Echipa națională de rugby a Georgiei | Fotbal, rugby union                                                                              |
| Friends Arena                                     | 54,329     | Solna                    | Suedia                    | AIK, Echipa națională de fotbal a Suediei | Fotbal                                                                                           |
| BC Place                                          | 54,320     | Vancouver                | Canada                    | BC Lions, Vancouver Whitecaps FC | Canadian football, Fotbal                                                                        |
| Stadionul Olimpic                                 | 54.000     | Londra                   | Anglia                    | Jocurile Olimpice de vară din 2012, West Ham United FC (From 2016/2017 Football Season) | Atletism, Football                                                                               |
| Byrd Stadium                                      | 54.000     | College Park             | Statele Unite             | Maryland Terrapins football | Fotbal american                                                                                  |
| Moses Mabhida Stadium                             | 54.000     | Durban                   | Africa de Sud             | Campionatul Mondial de Fotbal 2010 | Fotbal                                                                                           |
| Autzen Stadium                                    | 54.000     | Eugene                   | Statele Unite             | Oregon Ducks football | Fotbal american                                                                                  |
| Busan Asiad Stadium                               | 53,864     | Busan                    | Coreea de Sud             | Busan IPark | Fotbal                                                                                           |
| Stadionul Hrazdan                                 | 53,849     | Yerevan                  | Armenia                   | Echipa națională de fotbal a Armeniei | Fotbal                                                                                           |
| Folsom Field                                      | 53,750     | Boulder                  | Statele Unite             | Colorado Buffaloes football | Fotbal american                                                                                  |
| War Memorial Stadium                              | 53,727     | Little Rock              | Statele Unite             | Arkansas Razorbacks football | Fotbal american                                                                                  |
| Estadio Ciudad de La Plata                        | 53,600     | La Plata                 | Argentina                 | Club de Gimnasia y Esgrima La Plata, Estudiantes de La Plata | Fotbal                                                                                           |
| Estádio Parque do Sabiá                           | 53,350     | Uberlândia               | Brazilia                  | Uberlândia Esporte Clube | Fotbal                                                                                           |
| San Mamés                                         | 53,332     | Bilbao                   | Spania                    | Athletic Bilbao | Fotbal                                                                                           |
| Amsterdam Arena                                   | 53,052     | Amsterdam                | Țările de Jos             | Ajax Amsterdam | Fotbal                                                                                           |
| Ernst Happel Stadion                              | 53,008     | Viena                    | Austria                   | Echipa națională de fotbal a Austriei, FK Austria Wien*, SK Rapid Wien* | Fotbal                                                                                           |
| Municipal Corporation Stadium                     | 53.000     | Kozhikode                | India                     | Viva Kerala | Fotbal, cricket                                                                                  |
| Estadio Atanasio Girardot                         | 52,872     | Medellín                 | Columbia                  | Atlético Nacional, Independiente Medellín | Fotbal                                                                                           |
| Memorial Stadium                                  | 52,692     | Bloomington              | Statele Unite             | Indiana Hoosiers football | Fotbal american                                                                                  |
| Franklin Field                                    | 52,593     | Philadelphia             | Statele Unite             | Penn Quakers football | Fotbal american, atletism                                                                        |
| Șükrü Saracoğlu Stadium                           | 52,530     | Istanbul                 | Turcia                    | Fenerbahçe S.K. | Fotbal                                                                                           |
| Donbass Arena                                     | 52,518     | Donetsk                  | Ucraina                   | Shaktar Donetsk | Fotbal                                                                                           |
| Suncorp Stadium                                   | 52,500     | Brisbane, Qld            | Australia                 | Queensland Reds, Queensland Maroons, Brisbane Broncos, Brisbane Roar FC, Australia national rugby league team*, Echipa națională de rugby a Australiei* | Rugby league, rugby union, Fotbal                                                                |
| Falcon Stadium                                    | 52,480     | Colorado Springs         | Statele Unite             | Air Force Falcons football | Fotbal american                                                                                  |
| Estadio Mestalla                                  | 52,469     | Valencia                 | Spania                    | Valencia CF | Fotbal                                                                                           |
| High Point Solutions Stadium                      | 52,454     | Piscataway               | Statele Unite             | Rutgers Scarlet Knights football | Fotbal american, Fotbal, lacrosse                                                                |
| St James' Park                                    | 52,387     | Newcastle upon Tyne      | Anglia                    | Newcastle United FC | Fotbal                                                                                           |
| Yankee Stadium                                    | 52,325     | New York                 | Statele Unite             | New York Yankees | Baseball                                                                                         |
| Bill Snyder Family Football Stadium               | 52,200     | Manhattan                | Statele Unite             | Kansas State Wildcats football | Fotbal american                                                                                  |
| Huainan Sports Stadium                            | 52,080     | Huainan                  | China                     | echipele de fotbal locale | Fotbal                                                                                           |
| Hampden Park                                      | 52,025     | Glasgow                  | Scoția                    | Echipa națională de fotbal a Scoției, Queen's Park FC | Fotbal                                                                                           |
| Estádio do Dragão                                 | 52.000     | Porto                    | Portugalia                | FC Porto | Fotbal                                                                                           |
| Stade Moulay Abdellah                             | 52.000     | Rabat                    | Maroc                     | FAR Rabat | Fotbal                                                                                           |
| Estadio Monumental de Maturín                     | 52.000     | Maturín                  | Venezuela                 | Monagas Sport Club | Fotbal                                                                                           |
| Stade Omnisports                                  | 52.000     | Yaoundé                  | Camerun                   | Tonnerre Yaoundé, Echipa națională de fotbal a Camerunului | Fotbal                                                                                           |
| Estadio Deportivo Cali                            | 52.000     | Cali                     | Columbia                  | Deportivo Cali | Fotbal                                                                                           |
| Guiyang Olympic Sports Center                     | 52.000     | Guiyang                  | China                     | Guizhou Renhe FC | Fotbal                                                                                           |
| Loftus Versfeld Stadium                           | 51,762     | Pretoria                 | Africa de Sud             | Bulls, Blue Bulls, Echipa națională de rugby a Africii de Sud*, Supersport United FC* | Rugby union, cricket, Fotbal                                                                     |
| Aviva Stadium                                     | 51,700     | Dublin                   | Irlanda                   | Echipa națională de rugby a Irlandei, Echipa națională de fotbal a Irlandei | Rugby union, Fotbal                                                                              |
| De Kuip                                           | 51,577     | Rotterdam                | Țările de Jos             | Feyenoord | Fotbal                                                                                           |
| AAMI Stadium                                      | 51,515     | Adelaide, SA             | Australia                 | SANFL | Australian rules football                                                                        |
| Commerzbank-Arena                                 | 51,500     | Frankfurt                | Germania                  | Eintracht Frankfurt | Fotbal                                                                                           |
| Kumasi Sports Stadium                             | 51,500     | Kumasi                   | Ghana                     | Asante Kotoko, King Faisal Babes | Fotbal                                                                                           |
| Esprit Arena                                      | 51,500     | Düsseldorf               | Germania                  | Fortuna Düsseldorf | Fotbal                                                                                           |
| Sun Bowl Stadium                                  | 51,500     | El Paso                  | Statele Unite             | UTEP Miners football | Fotbal american                                                                                  |
| Estadio Juan Domingo Perón                        | 51,389     | Avellaneda               | Argentina                 | Racing Club de Avellaneda | Fotbal                                                                                           |
| Shizuoka Stadium                                  | 51,349     | Fukuroi                  | Japonia                   | Júbilo Iwata*, Shimizu S-Pulse* | Fotbal                                                                                           |
| Huanglong Stadium                                 | 51,139     | Hangzhou                 | China                     | Hangzhou Greentown FC | Fotbal                                                                                           |
| Newlands Stadium                                  | 51,100     | Cape Town                | Africa de Sud             | Stormers, Western Province, Echipa națională de rugby a Africii de Sud*, Santos FC | Rugby union, Fotbal                                                                              |
| Ghadir Stadium                                    | 51.000     | Ahvaz                    | Iran                      | Foolad FC | Fotbal                                                                                           |
| Shaanxi Province Stadium                          | 51.000     | Xi'an                    | China                     | echipe de fotbal locale | Fotbal                                                                                           |
| Ibrox Stadium                                     | 50,987     | Glasgow                  | Scoția                    | Rangers FC | Association Football                                                                             |
| Independence Stadium                              | 50,832     | Shreveport               | Statele Unite             | Independence Bowl | Fotbal american                                                                                  |
| TCF Bank Stadium                                  | 50,805     | Minneapolis, Minnesota   | Statele Unite             | Minnesota Golden Gophers football | Fotbal american                                                                                  |
| Rogers Centre                                     | 50,598     | Toronto                  | Canada                    | Toronto Blue Jays, Toronto Argonauts | Baseball, Canadian football                                                                      |
| Dowdy-Ficklen Stadium                             | 50,500     | Greenville               | Statele Unite             | East Carolina University Pirates football | Fotbal american                                                                                  |
| Estádio José Alvalade                             | 50,466     | Lisabona                 | Portugalia                | Sporting Clube de Portugal | Fotbal                                                                                           |
| Coors Field                                       | 50,445     | Denver, Colorado         | Statele Unite             | Colorado Rockies | Baseball                                                                                         |
| Borussia-Park                                     | 50,374     | Mönchengladbach          | Germania                  | Borussia Mönchengladbach | Association football                                                                             |
| Incheon Munhak Stadium                            | 50,256     | Incheon                  | Coreea de Sud             | Incheon Korail | Fotbal                                                                                           |
| Grand Stade Lille Métropole                       | 50,186     | Villeneuve d'Ascq        | Franța                    | Lille OSC | Fotbal                                                                                           |
| Ajinomoto Stadium                                 | 50,100     | Tokyo                    | Japonia                   | FC Tokyo, Tokyo Verdy | Fotbal                                                                                           |
| Turner Field                                      | 50,096     | Atlanta, Georgia         | Statele Unite             | Jocurile Olimpice de vară din 1996, Atlanta Braves | Baseball                                                                                         |
| University of Kansas Memorial Stadium             | 50,071     | Lawrence                 | Statele Unite             | Kansas Jayhawks football | Fotbal american                                                                                  |
| King Baudouin Stadium                             | 50,024     | Bruxelles                | Belgia                    | Echipa națională de fotbal a Belgiei | Fotbal, atletism                                                                                 |
| Arena Fonte Nova                                  | 50.000     | Salvador                 | Brazilia                  | | Fotbal                                                                                           |
| Stade 19 mai 1956                                 | 50.000     | Annaba                   | DZA                       | USM Annaba | Fotbal                                                                                           |
| Za Lužánkami                                      | 50.000     | Brno                     | Cehia                     | Brno | Fotbal                                                                                           |
| Kim Il-sung Stadium                               | 50.000     | Pyongyang                | Coreea de Nord            | Pyongyang City Sports Group | Fotbal                                                                                           |
| Aloha Stadium                                     | 50.000     | Honolulu                 | Statele Unite             | Hawaiʻi Warriors football | Fotbal american, baseball                                                                        |
| Charles Mopeli Stadium                            | 50.000     | Phuthaditjhaba           | Africa de Sud             | Free State Stars* | Fotbal                                                                                           |
| Dowdy-Ficklen Stadium                             | 50.000     | Greenville               | Statele Unite             | East Carolina Pirates football | Fotbal american                                                                                  |
| Floyd Casey Stadium                               | 50.000     | Waco                     | Statele Unite             | Baylor Bears football | Fotbal american                                                                                  |
| RheinEnergieStadion                               | 50.000     | Köln                     | Germania                  | 1. FC Köln | Fotbal                                                                                           |
| Hiroshima Big Arch                                | 50.000     | Hiroshima                | Japonia                   | Sanfrecce Hiroshima | Fotbal                                                                                           |
| Jilin People's Stadium                            | 50.000     | Jilin City               | China                     | echipele de fotbal locale | Fotbal                                                                                           |
| Khalifa International Stadium                     | 50.000     | Doha                     | Qatar                     | Echipa națională de fotbal a Qatarului | Fotbal                                                                                           |
| Nagai Stadium                                     | 50.000     | Osaka                    | Japonia                   | Cerezo Osaka | Fotbal, atletism                                                                                 |
| Phnom Pehn National Olympic Stadium               | 50.000     | Phnom Pehn               | Cambodia                  | Khemara | Fotbal                                                                                           |
| Stade 26 mars                                     | 50.000     | Bamako                   | Mali                      | Stade Malien | Fotbal                                                                                           |
| Stanford Stadium                                  | 50.000     | Stanford                 | Statele Unite             | Stanford Cardinal football | Fotbal american                                                                                  |
| Sultan Mizan Zainal Abidin Stadium                | 50.000     | Kuala Terengganu         | Malaysia                  | Terengganu FA* | Association football, atletism                                                                   |
| Shiraz Stadium                                    | 50.000     | Shiraz                   | Iran                      | | Fotbal                                                                                           |
| Henan Provincial Stadium                          | 50.000     | Zhengzhou                | China                     | echipele de fotbal locale | Fotbal                                                                                           |
| Xinjiang Sports Centre                            | 50.000     | Urumqi                   | China                     | echipele de fotbal locale | Fotbal                                                                                           |
| Yanji People's Stadium                            | 50.000     | Yanji                    | China                     | echipele de fotbal locale | Fotbal                                                                                           |
| Estádio 11 de Novembro                            | 50.000     | Luanda                   | Angola                    | 2010 Africa Cup of Nations | Fotbal                                                                                           |
| Rice Stadium                                      | 50.000     | Houston                  | Statele Unite             | Rice Owls football | Fotbal american                                                                                  |
| Red Bull Arena                                    | 50.000     | Leipzig                  | Germania                  | RB Leipzig | Fotbal                                                                                           |
| Guangzhou University City Stadium                 | 50.000     | Guangzhou                | China                     | echipele de fotbal locale | Fotbal                                                                                           |
| Jiangxi Olympic Sports Center                     | 50.000     | Nanchang                 | China                     | echipele de fotbal locale | Fotbal, atletism                                                                                 |
| Gaelic Grounds                                    | 49,866     | Limerick                 | Irlanda                   | Limerick GAA | Hurling, Gaelic football                                                                         |
| Estadio Omnilife                                  | 49,850     | Zapopan                  | Mexic                     | Club Deportivo Guadalajara | Fotbal                                                                                           |
| Fritz-Walter-Stadion                              | 49,780     | Kaiserslautern           | Germania                  | 1. FC Kaiserslautern | Fotbal                                                                                           |
| Estadio José Amalfitani                           | 49,540     | Buenos Aires             | Argentina                 | Club Atlético Vélez Sársfield, Echipa națională de rugby a Argentinei* | Fotbal, rugby union                                                                              |
| Ryan Field                                        | 49,256     | Evanston                 | Statele Unite             | Northwestern Wildcats football | Fotbal american                                                                                  |
| Carrier Dome                                      | 49,250     | Syracuse                 | Statele Unite             | Syracuse Orange football, Syracuse Orange men's basketball, Syracuse Orange men's lacrosse, Syracuse Orange women's basketball | Fotbal american, basketball, lacrosse                                                            |
| Miyagi Stadium                                    | 49,133     | Rifu                     | Japonia                   | Vegalta Sendai* | Fotbal, atletism                                                                                 |
| Rangers Ballpark in Arlington                     | 49,115     | Arlington                | Statele Unite             | Texas Rangers | Baseball                                                                                         |
| Chase Field                                       | 49,033     | Phoenix                  | Statele Unite             | Arizona Diamondbacks | Baseball                                                                                         |
| AWD-Arena                                         | 49.000     | Hanover                  | Germania                  | Hannover 96 | Fotbal                                                                                           |
| Stadium of Light                                  | 49.000     | Sunderland               | Anglia                    | Sunderland A.FC | Fotbal                                                                                           |
| Estadio Alberto J. Armando                        | 49.000     | Buenos Aires             | Argentina                 | Club Atlético Boca Juniors | Fotbal                                                                                           |
| QE2 Stadium                                       | 49.000     | Brisbane, Qld            | Australia                 | Queensland Maroons, Brisbane Broncos (both former tenants) | Rugby league                                                                                     |
| Oriole Park at Camden Yards                       | 48,876     | Baltimore                | Statele Unite             | Baltimore Orioles | Baseball                                                                                         |
| Jinnah Sports Stadium                             | 48,800     | Islamabad                | Pakistan                  | Echipa națională de fotbal a Pakistanului* | Fotbal, cricket, hockey                                                                          |
| Parc des Princes                                  | 48,712     | Paris                    | Franța                    | Paris Saint-Germain | Fotbal                                                                                           |
| Frankenstadion                                    | 48,548     | Nürnberg                 | Germania                  | 1. FC Nürnberg | Fotbal                                                                                           |
| Estadio Tomás Adolfo Ducó                         | 48,314     | Buenos Aires             | Argentina                 | Club Atlético Huracán | Fotbal                                                                                           |
| Safeco Field                                      | 48,116     | Seattle                  | Statele Unite             | Seattle Mariners | Baseball                                                                                         |
| Nelson Mandela Bay Stadium                        | 48.000     | Port Elizabeth           | Africa de Sud             | Eastern Province Kings | Rugby union, Fotbal                                                                              |
| Estadio Malvinas Argentinas                       | 48.000     | Mendoza                  | Argentina                 | Ciudad de Mendoza | Fotbal                                                                                           |
| Etihad Stadium                                    | 47,805     | Manchester               | Anglia                    | Manchester City FC | Fotbal                                                                                           |
| Camille Chamoun Sports City Stadium               | 47,799     | Beirut                   | Liban                     | Echipa națională de fotbal a Libanului | Fotbal                                                                                           |
| Koshien Stadium                                   | 47,757     | Nishinomiya              | Japonia                   | Hanshin Tigers, National High School Baseball Championship, National High School Baseball Invitational Tournament | Baseball                                                                                         |
| Stadionul Olimpic Fișt                            | 47,659     | Soci                     | Rusia                     | Jocurile Olimpice de iarnă din 2014 | Fotbal, atletism                                                                                 |
| Stadio Artemio Franchi                            | 47,290     | Florența                 | Italia                    | ACF Fiorentina | Fotbal                                                                                           |
| Silesian Stadium                                  | 47,246     | Chorzów/Katowice         | Polonia                   | Echipa națională de fotbal a Poloniei | Fotbal, speedway, atletism                                                                       |
| Estadio Monumental David Arellano                 | 47,017     | Santiago                 | Chile                     | Colo-Colo | Fotbal                                                                                           |
| Estadio Nacional Julio Martínez Prádanos          | 47.000     | Santiago                 | Chile                     | Echipa națională de fotbal a statului Chile, Universidad de Chile* | Fotbal, atletism                                                                                 |
| Tokyo Dome                                        | 47.000     | Tokyo                    | Japonia                   | Yomiuri Giants | Baseball                                                                                         |
| Estádio Olímpico João Havelange                   | 46,931     | Rio de Janeiro           | Brazilia                  | Botafogo | Fotbal                                                                                           |
| Busch Stadium                                     | 46,861     | St. Louis                | Statele Unite             | St. Louis Cardinals | Baseball                                                                                         |
| Estadio El Campín                                 | 46,018     | Bogotá                   | Colombia                  | Echipa națională de fotbal a Columbiei, Millonarios, Independiente Santa Fe | Fotbal                                                                                           |
| ACA-VDCA Stadium                                  | 46.000     | Visakhapatnam            | India                     | Andhra, Deccan Chargers* | Cricket                                                                                          |
| Itaipava Arena Pernambuco                         | 46.000     | São Lourenço da Mata,PE  | Brazilia                  | Clube Náutico Capibaribe | Fotbal                                                                                           |
| Estádio Olímpico Monumental                       | 46.000     | Porto Alegre             | Brazilia                  | | Fotbal                                                                                           |
| Sydney Cricket Ground (SCG)                       | 46.000     | Sydney, NSW              | Australia                 | Australia national cricket team*, New South Wales Blues, Sydney 6ers, Sydney Swans, Sydney Roosters | Cricket, Australian rules football, rugby league                                                 |
| Peter Mokaba Stadium                              | 46.000     | Polokwane                | Africa de Sud             | | Fotbal                                                                                           |
| Estádio Paulo Constantino                         | 45,954     | Presidente Prudente      | Brazilia                  | | Fotbal                                                                                           |
| Estadio Cuscatlán                                 | 45,925     | San Salvador             | El Salvador               | Alianza FC, Echipa națională de fotbal a El Salvadorului | Fotbal                                                                                           |
| Reser Stadium                                     | 45,674     | Corvallis                | Statele Unite             | Oregon State Beavers football | Fotbal american                                                                                  |
| Rice-Eccles Stadium                               | 45,634     | Salt Lake City           | Statele Unite             | Utah Utes football, Opening and closing Ceremonies of the Jocurile Olimpice de iarnă din 2002 | Fotbal american                                                                                  |
| Estadio Olímpico Pascual Guerrero                 | 45,625     | Cali                     | Colombia                  | América de Cali | Fotbal                                                                                           |
| Estadio Nacional                                  | 45,574     | Lima                     | Peru                      | Echipa națională de fotbal a statului Peru | Fotbal                                                                                           |
| Anfield                                           | 45,522     | Liverpool                | Anglia                    | Liverpool FC | Fotbal                                                                                           |
| Páirc Uí Chaoimh                                  | 45,500     | Cork                     | Irlanda                   | Cork GAA | Hurling, Gaelic football                                                                         |
| Estádio Ilha do Retiro                            | 45,500     | Recife                   | Brazilia                  | Sport Club do Recife | Fotbal                                                                                           |
| Estadio Ramón Sánchez Pizjuán                     | 45,500     | Sevilla                  | Spania                    | Sevilla FC | Fotbal                                                                                           |
| Sydney Football Stadium                           | 45,500     | Sydney, NSW              | Australia                 | Sydney Roosters, New South Wales Waratahs, Sydney FC, Wests Tigers | Rugby league, rugby union, Fotbal                                                                |
| Robert F. Kennedy Memorial Stadium                | 45,423     | Washington               | Statele Unite             | D.C. United | Fotbal, Fotbal american, baseball                                                                |
| Bright House Networks Stadium                     | 45,301     | Orlando                  | Statele Unite             | UCF Knights football | Fotbal american                                                                                  |
| Mandela National Stadium                          | 45,202     | Kampala                  | Uganda                    | Echipa națională de fotbal a Ugandei | Football                                                                                         |
| Kazan Arena                                       | 45,105     | Kazan                    | Rusia                     | FC Rubin Kazan | Fotbal, atletism                                                                                 |
| Estadio Garcilaso                                 | 45,056     | Cusco                    | Peru                      | Cienciano del Cuzco | Fotbal                                                                                           |
| Angel Stadium of Anaheim                          | 45,050     | Anaheim                  | Statele Unite             | Los Angeles Angels of Anaheim | Baseball                                                                                         |
| Estádio Olímpico do Pará                          | 45,007     | Belém                    | Brazilia                  | Paysandu Sport Club*, Clube do Remo* | Fotbal                                                                                           |
| Bangabandhu National Stadium                      | 45.000     | Dhaka                    | Bangladesh                | Echipa națională de fotbal a Bangladeshului, Bangladesh League | Fotbal, atletism                                                                                 |
| National Stadium                                  | 45.000     | Karachi                  | Pakistan                  | | Cricket                                                                                          |
| Barabati Stadium                                  | 45.000     | Cuttack                  | India                     | Orissa Cricket Association | Cricket                                                                                          |
| Vidarbha Cricket Association Stadium Jamtha       | 45.000     | Nagpur                   | India                     | Vidarbha cricket team | Cricket                                                                                          |
| Abbasiyyin Stadium                                | 45.000     | Damascus                 | Syria                     | Al-Jaish, Al-Wahda, Al Majd | Fotbal                                                                                           |
| Allianz Parque                                    | 45.000     | Sao Paulo                | Brazilia                  | Sociedade Esportiva Palmeiras | Fotbal                                                                                           |
| Kobe Universiade Memorial Stadium                 | 45.000     | Kobe                     | Japonia                   | Vissel Kobe* | Fotbal                                                                                           |
| Captain Roop Singh Stadium                        | 45.000     | Gwalior                  | India                     | Madhya Pradesh Cricket Association | Cricket                                                                                          |
| Estádio da Machava                                | 45.000     | Maputo                   | Mozambique                | Echipa națională de fotbal a Mozambicului | Fotbal                                                                                           |
| Estádio Universitário Pedro Pedrossian            | 45.000     | Campo Grande             | Brazilia                  | Universidade Federal de Mato Grosso do Sul | Fotbal                                                                                           |
| Fatorda Stadium                                   | 45.000     | Margao                   | India                     | Dempo SC, Salgaocar SC Goa, Sporting Clube de Goa | Fotbal                                                                                           |
| Fez Stadium                                       | 45.000     | Fes                      | Maroc                     | Maghreb Fez | Fotbal                                                                                           |
| Free State Stadium                                | 45.000     | Bloemfontein             | Africa de Sud             | Free State Cheetahs, Central Cheetahs, Bloemfontein Celtic | Rugby union,                                                                                     |
| Green Park Stadium                                | 45.000     | Kanpur                   | India                     | Uttar Pradesh cricket team | Cricket                                                                                          |
| National Hockey Stadium, Lahore                   | 45.000     | Lahore                   | Pakistan                  | Pakistan national field hockey team | Hockey                                                                                           |
| Stade d'Agadir                                    | 45.000     | Agadir                   | Maroc                     | Hassania Agadir | Fotbal                                                                                           |
| Stade El Menzah                                   | 45.000     | Tunis                    | Tunisia                   | Club Africain, Espérance | Fotbal                                                                                           |
| Toyota Stadium                                    | 45.000     | Toyota, Aichi            | Japonia                   | Nagoya Grampus* | Fotbal                                                                                           |
| Citi Field                                        | 45.000     | New York                 | Statele Unite             | New York Mets | Baseball                                                                                         |
| Yantai Sports Park Stadium                        | 45.000     | Yantai                   | China                     | echipele de fotbal locale | Fotbal                                                                                           |
| Panathenaic Stadium                               | 45.000     | Atena                    | Grecia                    | Jocurile Olimpice de vară din 1896 | Atletism                                                                                         |
| Stade de Marrakech                                | 45.000     | Marrakech                | Maroc                     | Kawkab Marrakech | Fotbal                                                                                           |
| Stade Omar Bongo                                  | 45.000     | Libreville               | Gabon                     | FC 105 Libreville | Fotbal                                                                                           |
| National Stadium                                  | 45.000     | Lagos                    | Nigeria                   | Echipa națională de fotbal a Nigeriei* | Fotbal                                                                                           |
| Grand Stade de Tanger                             | 45.000     | Tangier                  | Maroc                     | IR Tanger | Fotbal                                                                                           |
| Zibo Sports Center Stadium                        | 45.000     | Zibo                     | China                     | echipele de fotbal locale | Fotbal                                                                                           |
| Weifang Sports Center Stadium                     | 45.000     | Weifang                  | China                     | echipele de fotbal locale | Fotbal                                                                                           |
| Orlando Stadium                                   | 45.000     | Johannesburg             | Africa de Sud             | Orlando Pirates, Kaiser Chiefs, Moroka Swallows | Fotbal                                                                                           |
| Wankhede Stadium                                  | 45.000     | Mumbai                   | India                     | Mumbai Cricket Team, Mumbai Indians, Indian national cricket team* | Cricket                                                                                          |
| Kanchenjunga Stadium                              | 45.000     | Siliguri                 | India                     | echipele de fotbal locale | Fotbal                                                                                           |
| Alumni Stadium                                    | 44,500     | Chestnut Hill            | Statele Unite             | Boston College Eagles football | Fotbal american                                                                                  |
| Arena Amazonia                                    | 44,500     | Manaus                   | Brazilia                  | América Futebol Clube (AM), Nacional Futebol Clube, Atlético Rio Negro Clube | Fotbal                                                                                           |
| Ulsan Munsu Football Stadium                      | 44,466     | Ulsan                    | Coreea de Sud             | Ulsan Hyundai | Fotbal                                                                                           |
| Estádio Governador Alberto Tavares Silva          | 44,200     | Teresina                 | Brazilia                  | Esporte Clube Flamengo* | Fotbal                                                                                           |
| Gwangju World Cup Stadium                         | 44,118     | Gwangju                  | Coreea de Sud             | Gwangju FC | Fotbal                                                                                           |
| Amon G. Carter Stadium                            | 44,008     | Fort Worth               | Statele Unite             | TCU Horned Frogs football | Fotbal american                                                                                  |
| Levy Mwanawasa Stadium                            | 44.000     | Ndola                    | Zambia                    | Zambiei | Fotbal                                                                                           |
| Suwon World Cup Stadium                           | 43,959     | Suwon                    | Coreea de Sud             | Suwon Samsung Bluewings | Fotbal                                                                                           |
| Riau Main Stadium                                 | 43,923     | Pekanbaru                | Indonezia                 | 2012 Pekan Olahraga Nasional | Fotbal                                                                                           |
| Poznań City Stadium                               | 43,890     | Poznań                   | Polonia                   | KKS Lech Poznań | Fotbal                                                                                           |
| Shandong Provincial Stadium                       | 43,700     | Jinan                    | China                     | echipele de fotbal locale | Fotbal                                                                                           |
| Vasil Levski National Stadium                     | 43,632     | Sofia                    | Bulgaria                  | Bulgariei | Fotbal                                                                                           |
| PGE Arena Gdańsk                                  | 43,615     | Gdańsk                   | Polonia                   | Lechia Gdańsk | Fotbal                                                                                           |
| Subiaco Oval                                      | 43,500     | Perth, WA                | Australia                 | Fremantle Football Club, West Coast Eagles, Echipa națională de rugby a Australiei* | Australian rules football, rugby union                                                           |
| Citizens Bank Park                                | 43,500     | Philadelphia             | Statele Unite             | Philadelphia Phillies | Baseball                                                                                         |
| Mbombela Stadium                                  | 43,500     | Nelspruit                | Africa de Sud             | Campionatul Mondial de Fotbal 2010 | Fotbal                                                                                           |
| El Nuevo Gasómetro                                | 43,494     | Buenos Aires             | Argentina                 | Club Atlético San Lorenzo de Almagro | Fotbal                                                                                           |
| Jeonju World Cup Stadium                          | 43,348     | Jeonju                   | Coreea de Sud             | Jeonbuk Hyundai Motors | Fotbal                                                                                           |
| Progressive Field                                 | 43,345     | Cleveland                | Statele Unite             | Cleveland Indians | Baseball                                                                                         |
| Ōita Bank Dome                                    | 43,254     | Ōita                     | Japonia                   | Oita Trinita | Fotbal                                                                                           |
| Estadio Universidad San Marcos                    | 43.000     | Lima                     | Peru                      | Universidad San Marcos | Fotbal                                                                                           |
| Fitzgerald Stadium (Staidiam Mhic Gearailt)       | 43.000     | Killarney                | Irlanda                   | Kerry GAA | Gaelic football, hurling                                                                         |
| Arena Pantanal                                    | 43.000     | Cuiabá                   | Brazilia                  | Clube Esportivo Dom Bosco, Mixto Esporte Clube | Fotbal                                                                                           |
| Ullevi                                            | 43.000     | Göteborg                 | Suedia                    | | Fotbal, atletism                                                                                 |
| Arena das Dunas                                   | 43.000     | Natal                    | Brazilia                  | Federação Norte-rio-grandense de Futebol | Fotbal                                                                                           |
| Sheikh Zayed Stadium                              | 43.000     | Abu Dhabi                | Emiratele Arabe Unite     | UAE President Cup finals | Fotbal                                                                                           |
| Sapporo Dome                                      | 42,831     | Sapporo                  | Japonia                   | Consadole Sapporo, Hokkaido Nippon-Ham Fighters | Fotbal, baseball                                                                                 |
| Villa Park                                        | 42,788     | Birmingham               | Anglia                    | Aston Villa FC | Fotbal                                                                                           |
| Stadion Miejski (Wrocław)                         | 42,771     | Wrocław                  | Polonia                   | Śląsk Wrocław | Fotbal                                                                                           |
| Zhuzhou Stadium                                   | 42,740     | Zhuzhou                  | China                     | echipele de fotbal locale | Fotbal                                                                                           |
| Estadio Cuauhtémoc                                | 42,648     | Puebla                   | Mexic                     | Puebla FC | Fotbal                                                                                           |
| Estadio Metropolitano de Mérida                   | 42,500     | Mérida                   | Venezuela                 | Estudiantes de Mérida FC | Fotbal                                                                                           |
| St. Jakob-Park                                    | 42,500     | Basel                    | Elveția                   | FC Basel | Fotbal                                                                                           |
| Weserstadion                                      | 42,500     | Bremen                   | Germania                  | Werder Bremen | Fotbal                                                                                           |
| Petco Park                                        | 42,445     | San Diego                | Statele Unite             | San Diego Padres | Baseball                                                                                         |
| Tohoku Electric Power Big Swan Stadium            | 42,300     | Niigata                  | Japonia                   | Albirex Niigata | Fotbal                                                                                           |
| Jeju World Cup Stadium                            | 42,256     | Seogwipo                 | Coreea de Sud             | Jeju United FC | Fotbal                                                                                           |
| Miller Park                                       | 42,200     | Milwaukee                | Statele Unite             | Milwaukee Brewers | Baseball                                                                                         |
| Great American Ball Park                          | 42,059     | Cincinnati               | Statele Unite             | Cincinnati Reds | Baseball                                                                                         |
| Mohammed Bin Zayed Stadium                        | 42,056     | Abu Dhabi                | Emiratele Arabe Unite     | Al-Jazira Club | Fotbal                                                                                           |
| Stamford Bridge                                   | 42,055     | Londra                   | Anglia                    | Chelsea FC | Fotbal                                                                                           |
| Estádio do Zimpeto                                | 42,055     | Maputo                   | Mozambique                | 2011 All-Africa Games | Fotbal, atletism                                                                                 |
| The Gabba                                         | 42.000     | Brisbane, Qld            | Australia                 | Australia national cricket team*, Queensland Bulls, Brisbane Heat, Brisbane Lions | Cricket, Australian rules football                                                               |
| McHale Park (Páirc Mhic Éil)                      | 42.000     | Castlebar                | Irlanda                   | Mayo GAA | Gaelic football, hurling                                                                         |
| Estadio Marcelo Bielsa                            | 42.000     | Rosario, Santa Fe        | Argentina                 | Newell's Old Boys | Fotbal                                                                                           |
| Estadio Universitario                             | 42.000     | San Nicolás de los Garza | Mexic                     | Tigres de la UANL | Fotbal                                                                                           |
| Arena da Baixada                                  | 42.000     | Curitiba                 | Brazilia                  | Atlético Paranaense | Fotbal                                                                                           |
| Chengdu Sports Centre                             | 42.000     | Chengdu                  | China                     | Chengdu Blades | Fotbal                                                                                           |
| Estadio Hernando Siles                            | 42.000     | La Paz                   | Bolivia                   | La Paz FC, Club Bolívar*, The Strongest* | Fotbal                                                                                           |
| Stadionul Royal Bafokeng                          | 42.000     | Phokeng                  | Africa de Sud             | Platinum Stars FC | Rugby union, Fotbal, fthletics                                                                   |
| Stadio Flaminio                                   | 42.000     | Roma                     | Italia                    | Echipa națională de rugby a Italei, A.S. Cisco Calcio Roma | Rugby union, Fotbal                                                                              |
| Nationals Park                                    | 41,888     | Washington               | Statele Unite             | Washington Nationals | Baseball                                                                                         |
| Estadio Gigante de Arroyito                       | 41,654     | Rosario                  | Argentina                 | Rosario Central | Fotbal                                                                                           |
| Stadio Friuli                                     | 41,652     | Udine                    | Italia                    | Udinese Calcio | Fotbal                                                                                           |
| Ramat Gan Stadium                                 | 41,583     | Ramat Gan                | Israel                    | Echipa națională de fotbal a Israelului | Fotbal                                                                                           |
| Estádio Serra Dourada                             | 41,574     | Goiânia                  | Brazilia                  | Goiás Esporte Clube*, Vila Nova Futebol Clube* | Fotbal                                                                                           |
| AT&T Park                                         | 41,503     | San Francisco            | Statele Unite             | San Francisco Giants | Baseball, Fotbal american                                                                        |
| Estadio Morelos                                   | 41,500     | Morelia                  | Mexic                     | Monarcas Morelia | Fotbal                                                                                           |
| Vanderbilt Stadium                                | 41,448     | Nashville                | Statele Unite             | Vanderbilt Commodores football | Fotbal american                                                                                  |
| Goyang Stadium                                    | 41,311     | Goyang                   | Coreea de Sud             | Goyang KB | Fotbal                                                                                           |
| Polideportivo Cachamay                            | 41,300     | Ciudad Guayana           | Venezuela                 | Atlético Club Mineros de Guayana | Fotbal                                                                                           |
| Daejeon World Cup Stadium                         | 41,295     | Daejeon                  | Coreea de Sud             | Daejeon Citizen | Fotbal                                                                                           |
| Plaza México                                      | 41,262     | Mexico City              | Mexic                     | | Bullfighting                                                                                     |
| Stade Félix-Bollaert                              | 41,233     | Lens                     | Franța                    | RC Lens | Fotbal                                                                                           |
| Wrigley Field                                     | 41,118     | Chicago                  | Statele Unite             | Chicago Cubs | Baseball                                                                                         |
| Comerica Park                                     | 41,070     | Detroit                  | Statele Unite             | Detroit Tigers | Baseball                                                                                         |
| Dinamo Stadium                                    | 41,040     | Minsk                    | Belarus                   | Echipa națională de fotbal a Belarusului, FC Dinamo Minsk | Fotbal                                                                                           |
| Bulldog Stadium                                   | 41,031     | Fresno                   | Statele Unite             | Fresno State Bulldogs football | Fotbal american                                                                                  |
| M. M. Roberts Stadium                             | 41.000     | Hattiesburg              | Statele Unite             | Southern Miss Golden Eagles football | Fotbal american                                                                                  |
| Juventus Stadium                                  | 41.000     | Turin                    | Italia                    | Juventus FC | Fotbal                                                                                           |
| Estadio Olímpico Atahualpa                        | 41.000     | Quito                    | Ecuador                   | Sociedad Deportivo Quito, Club Deportivo El Nacional | Fotbal                                                                                           |
| Minute Maid Park                                  | 40,950     | Houston                  | Statele Unite             | Houston Astros | Baseball                                                                                         |
| Kauffman Stadium                                  | 40,793     | Kansas City              | Statele Unite             | Kansas City Royals | Baseball                                                                                         |
| Estadio Defensores del Chaco                      | 40,759     | Asunción                 | Paraguay                  | Asociación Paraguaya de Fútbol | Football                                                                                         |
| Ladd Peebles Stadium                              | 40,646     | Mobile                   | Statele Unite             | South Alabama Jaguars football | Fotbal american                                                                                  |
| U.S. Cellular Field                               | 40,615     | Chicago                  | Statele Unite             | Chicago White Sox | Baseball                                                                                         |
| Stadionul Olimpic                                 | 40,600     | Helsinki                 | Finlanda                  | Echipa națională de fotbal a Finlandei | Fotbal, atletism                                                                                 |
| Estadi Cornellà-El Prat                           | 40,500     | Barcelona                | Spania                    | RCD Espanyol | Fotbal                                                                                           |
| Nagoya Dome                                       | 40,500     | Nagoya                   | Japonia                   | Chunichi Dragons | Baseball                                                                                         |
| Stade de Gerland                                  | 40,494     | Lyon                     | Franța                    | Olympique Lyonnais | Fotbal                                                                                           |
| Estadio Ciudad de Lanús – Néstor Díaz Pérez       | 40,320     | Lanús                    | Argentina                 | Club Atlético Lanús | Fotbal                                                                                           |
| Estadio Metropolitano de Fútbol de Lara           | 40,312     | Barquisimeto             | Venezuela                 | Unión Lara | Fotbal                                                                                           |
| Stadio San Filippo                                | 40,200     | Messina                  | Italia                    | FC Messina Peloro | Fotbal                                                                                           |
| Estádio Municipal Paulo Machado de Carvalho       | 40,199     | Sao Paulo                | Brazilia                  | Corinthians, Santos, Palmeiras | Football                                                                                         |
| My Dinh National Stadium                          | 40,192     | Hanoi                    | Vietnam                   | Echipa națională de fotbal a Vietnamului | Fotbal                                                                                           |
| Goodison Park                                     | 40,158     | Liverpool                | Anglia                    | Everton FC | Fotbal                                                                                           |
| Hang Jebat Stadium                                | 40,001     | Malacca                  | Malaysia                  | Melaka Telekom | Fotbal                                                                                           |
| Castelão                                          | 40.000     | São Luís                 | Brazilia                  | Moto Club, Sampaio Corrêa | Fotbal                                                                                           |
| Stade Mohamed Hamlaoui                            | 40.000     | Constantine              | Algeria                   | CS Constantine | Fotbal                                                                                           |
| Hong Kong Stadium                                 | 40.000     | Wanchai                  | Hong Kong                 | Echipa națională de fotbal a Hong Kongului, South China AA | Fotbal, rugby union                                                                              |
| Gelora Sriwijaya Stadium                          | 40.000     | Palembang                | Indonezia                 | Sriwijaya FC | Fotbal                                                                                           |
| Jalak Harupat Soreang Stadium                     | 40.000     | Bandung                  | Indonezia                 | Persib Bandung | Fotbal                                                                                           |
| JRD Tata Sports Complex                           | 40.000     | Jamshedpur               | India                     | echipele de fotbal locale | Fotbal                                                                                           |
| March 28 Stadium                                  | 40.000     | Benghazi                 | Libya                     | Al-Ahly Benghazi, Al-Nasr Benghazi, Al Tahaddy Benghazi, Echipa națională de fotbal a Libiei* | Fotbal                                                                                           |
| Negeri Pulau Pinang Stadium                       | 40.000     | Batu Kawan               | Malaysia                  | Penang FA* | Fotbal                                                                                           |
| Accra Sports Stadium                              | 40.000     | Accra                    | Ghana                     | Accra Hearts of Oak Sporting Club, Great Olympics | Fotbal                                                                                           |
| Rentschler Field                                  | 40.000     | East Hartford            | Statele Unite             | Connecticut Huskies football | Fotbal american                                                                                  |
| Sarawak Stadium                                   | 40.000     | Kuching                  | Malaysia                  | Sarawak FA | Fotbal                                                                                           |
| Stade d'Angondjé                                  | 40.000     | Angondjé                 | Gabon                     | Echipa națională de fotbal a Gabonului | Fotbal                                                                                           |
| Bo'an Stadium                                     | 40.000     | Shenzhen                 | China                     | Shenzhen Ruby FC | Fotbal                                                                                           |
| Kunming Tuodong Sports Center                     | 40.000     | Kunming                  | China                     | Echipa națională de fotbal a Chinei*, echipele de fotbal locale | Fotbal                                                                                           |
| Vidarbha Cricket Association Ground               | 40.000     | Nagpur                   | India                     | Vidarbha cricket team | Cricket                                                                                          |
| Bogyoke Aung San Stadium                          | 40.000     | Yangon                   | Burma                     | echipele de fotbal locale | Fotbal                                                                                           |
| Taizhou Sports Center                             | 40.000     | Taizhou                  | China                     | echipele de fotbal locale | Fotbal                                                                                           |
| Wuhu Olympic Stadium                              | 40.000     | Wuhu                     | China                     | echipele de fotbal locale | Fotbal                                                                                           |
| Riverside Sports Center                           | 40.000     | Shanghai                 | China                     | echipele de fotbal locale | Fotbal                                                                                           |
| Civo Stadium                                      | 40.000     | Lilongwe                 | Malawi                    | CIVO United | Fotbal                                                                                           |
| Huizhou Olympic Stadium                           | 40.000     | Huizhou                  | China                     | echipele de fotbal locale | Fotbal, atletism                                                                                 |
| Sunan Stadium                                     | 40.000     | Pyongyang                | Coreea de Nord            | echipele de fotbal locale | Fotbal                                                                                           |